# Wiktor Osiatyński

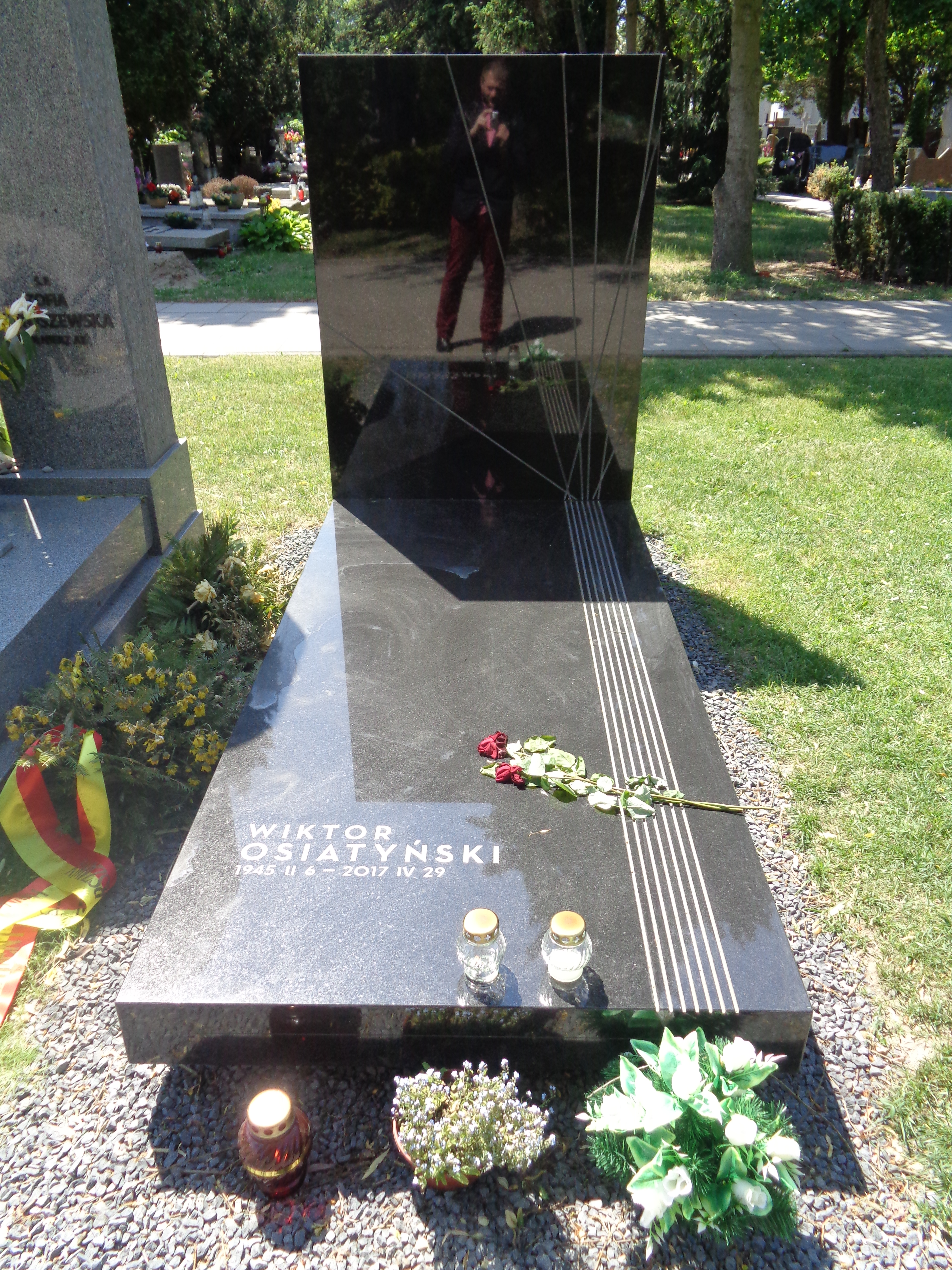
Grób Wiktora Osiatyńskiego na cmentarzu Wojskowym na Powązkach w Warszawie

Janusz Wiktor Osiatyński (ur. 6 lutego 1945 w Białymstoku, zm. 29 kwietnia 2017 w Warszawie) – polski prawnik, pisarz, publicysta, nauczyciel akademicki i działacz społeczny, doktor habilitowany nauk prawnych. Specjalista w zakresie prawa konstytucyjnego, historii doktryn politycznych i prawnych oraz praw człowieka, w latach 1991–1997 dyrektor Centrum Badań nad Konstytucjonalizmem w Europie Wschodniej w Chicago, wykładowca m.in. w University of Chicago Law School i na Central European University w Budapeszcie.

## Życiorys
Ukończył warszawskie VII Liceum Ogólnokształcące im. Juliusza Słowackiego. Studiował prawo i socjologię na Uniwersytecie Warszawskim i w Polskiej Akademii Nauk. Uzyskał stopień naukowy doktora w zakresie socjologii. Następnie otrzymał stopień doktora habilitowanego.
W latach 1991–1997 był dyrektorem Centrum Badań nad Konstytucjonalizmem w Europie Wschodniej w Chicago, zaś w latach 1991–2001 profesorem wizytującym w University of Chicago Law School. W 1995 został profesorem Central European University w Budapeszcie. Od 2002 był zaangażowany w rozwój multidyscyplinarnego centrum praw człowieka na University of Connecticut. Wykładał także m.in. na Uniwersytecie w Sienie, Antioch University w Los Angeles, UCLA, Uniwersytecie Columbia, Stanford University, Uniwersytecie Harvarda. Uczył w więzieniu dla kobiet Frontera w Kalifornii. Był członkiem Komitetu Nauk Politycznych Polskiej Akademii Nauk, brał udział w pracach nad przygotowaniem Konstytucji Rzeczypospolitej Polskiej (1997).
Był również aktywnym działaczem społecznym. W ramach Helsińskiej Fundacji Praw Człowieka zainicjował powstanie Programu Spraw Precedensowych, został członkiem jego rady programowej. Zajął się szerzeniem informacji o uzależnieniach, w tym alkoholizmie, do której to choroby publicznie sam się przyznał. Był autorem publikacji poświęconych alkoholizmowi i współtwórcą Komisji Edukacji w Dziedzinie Alkoholizmu, jednego z programów Fundacji im. Stefana Batorego.
Był także feministą. W 2006 znalazł się w gronie czterech inicjatorów zawiązania Partii Kobiet.
Zasiadał w radzie Fundacji Centrum im. prof. Bronisława Geremka. Prowadził cykliczny program Zrozumieć świat w radiu Tok FM.
W 2004 został laureatem Nagrody im. księdza Józefa Tischnera dla publicysty lub eseisty, a w 2011 laureatem przyznawanej przez Instytut Spraw Publicznych Nagrody im. Jerzego Zimowskiego. W 2016 Konfederacja Lewiatan i Fundacja na Rzecz Myślenia im. Barbary Skargi uhonorowały go Nagrodą za Odważne Myślenie im. Barbary Skargi. W tym samym roku, za działalność na rzecz praw człowieka, rzecznik praw obywatelskich Adam Bodnar przyznał mu Nagrodę im. Pawła Włodkowica.
12 maja 2017 został pochowany w alei zasłużonych na cmentarzu Wojskowym na Powązkach (kwatera FV/tuje/17).

## Życie prywatne
Syn Leonidasa i Zinaidy. Był bratem ekonomisty Jerzego Osiatyńskiego i mężem psycholog Ewy Woydyłło-Osiatyńskiej.

## Odznaczenia i wyróżnienia
- Krzyż Komandorski Orderu Odrodzenia Polski (2011)[15][16]
- Krzyż Oficerski Orderu Odrodzenia Polski (1997)[17]
- Odznaka ZAiKS-u (2009)[18]
- Nagroda im. księdza Józefa Tischnera (2004)
- Nagroda im. Jerzego Zimowskiego (2011)
- Nagroda im. Pawła Włodkowica (2016)
- Nagroda za Odważne Myślenie im. Barbary Skargi (2016)[19]

## Upamiętnienie
Latem 2017 zainicjowano Archiwum im. Wiktora Osiatyńskiego, które jest „obywatelskim centrum analiz prawnych oraz społecznością ludzi zaangażowanych w budowanie Polski praworządnej, w której władza działa w granicach prawa, dla dobra publicznego, przestrzegając praw i wolności obywatelskich oraz zobowiązań międzynarodowych”.

## Publikacje

### Książki
- W kręgu mitu amerykańskiego, Państwowy Instytut Wydawniczy 1971
- Przez Wembley do Monachium, Książka i Wiedza 1974
- Stany Zjednoczone. Społeczeństwo i władza, Wiedza Powszechna 1975
- Zrozumieć świat. Rozmowy z uczonymi amerykańskimi, Czytelnik 1977, 1980, ISBN 83-07-00103-X.
- Wimbledon'79, Spółdzielnia Wydawnicza „Czytelnik” 1979, ISBN 83-07-00256-7.
- Zrozumieć świat. Rozmowy z uczonymi radzieckimi, Spółdzielnia Wydawnicza „Czytelnik” 1980, 1982, ISBN 83-07-00684-8.
- Korzenie „Korzeni”. Dzieje Murzynów w Stanach Zjednoczonych, Państwowe Wydawnictwo „Iskry” 1981, ISBN 83-20-70223-2.
- Zmienia się Ameryka, Spółdzielnia Wydawnicza „Czytelnik” 1982, ISBN 83-07-00761-5.
- Ewolucja amerykańskiej myśli społecznej i politycznej, Państwowe Wydawnictwo Naukowe 1983, ISBN 83-01-04927-8.
- Contrasts. Soviet and American thinkers discuss the future, Macmillan 1984 ISBN 0-02-594070-8.
- Współczesny konserwatyzm i liberalizm amerykański, Państwowe Wydawnictwo Naukowe 1984, ISBN 83-01-04929-4.
- Zrozumieć świat. Rozmowy z uczonymi polskimi, Spółdzielnia Wydawnicza „Czytelnik” 1988, ISBN 83-07-01181-7.
- Poznać świat. Rozmowy o nauce, Spółdzielnia Wydawnicza „Czytelnik” 1989, ISBN 83-07-01573-1.
- Kryzys, czyli Szansa. Szkice amerykańskie, Państwowe Wydawnictwo „Iskry” 1990, ISBN 83-20-71332-3.
- Grzech czy choroba?, Instytut Psychiatrii i Neurologii, Komisja Edukacji w Dziedzinie Alkoholizmu i Innych Uzależnień, Fundacja im. Stefana Batorego 1992, ISBN 83-85-70501-5; wydanie 2 poprawione i uzupełnione, „Akuracik” 1997, ISBN 83-90-50843-5; wydanie pt. Alkoholizm. Grzech czy choroba?, Wydawnictwo Iskry 2005 ISBN 83-207-1785-X.
- Twoja konstytucja, Wydawnictwa Szkolne i Pedagogiczne 1997, ISBN 83-02-06644-3.
- Tworzenie konstytucji w Polsce w latach 1989–1997 (wespół z Ryszardem Chruściakiem), Fundacja Instytut Spraw Publicznych 2001, ISBN 83-86-91779-2.
- O zbrodniach i karach, Media Rodzina 2003, ISBN 83-7278-079-X.
- Rehab, Wydawnictwo Iskry 2003, ISBN 83-207-1785-X.
- Rzeczpospolita Obywateli, Rosner & Wspólnicy 2004, ISBN 83-89217-67-8.
- Alkoholizm. I grzech, i choroba, i..., Wydawnictwo Iskry 2007, ISBN 978-83-244-0041-6.
- Human rights and their limits, Cambridge University Press 2009, ISBN 978-05-211-1027-3; przekład polski pt. Prawa człowieka i ich granice, Znak 2011, ISBN 978-83-240-1513-9.
- Zrozumieć świat. Rozmowy z uczonymi 25 lat później, Spółdzielnia Wydawnicza „Czytelnik” 2009, ISBN 978-83-0703-187-3.
- Litacja, Wydawnictwo Iskry 2012, ISBN 978-83-244-0202-1.
- Rehabilitacja, Wydawnictwo Iskry 2012, ISBN 978-83-2440-209-0.
- Drogowskazy, Wydawnictwo Iskry 2013, ISBN 978-83-2440-307-3

### Inne publikacje
- John Kenneth Galbraith, Społeczeństwo dobrobytu. Państwo przemysłowe, Państwowe Wydawnictwo Naukowe 1973 (autor wyboru tekstów)
- Alvin Toffler, Szok przyszłości, Państwowy Instytut Wydawniczy 1974; Wydawnictwo Zysk i S-ka 1998; Wydawnictwo Kurpisz 2007 ISBN 978-83-8973-890-5 (współautor przekładu)
- Alvin Toffler, Ekospazm, Spółdzielnia Wydawnicza „Czytelnik” 1977 (autor wstępu)
- Wizje Stanów Zjednoczonych w pismach Ojców Założycieli, Państwowy Instytut Wydawniczy 1978 (praca zbiorowa; autor wyboru tekstów i opracowania)
- John Kenneth Galbraith, Ekonomia a cele społeczne, Państwowe Wydawnictwo Naukowe 1979 ISBN 83-01-00044-9 (przekład z języka angielskiego i wstęp)
- Robert Jungk, Człowiek tysiąclecia. Wiadomości z warsztatów, w których rodzi się nowe społeczeństwo, Państwowy Instytut Wydawniczy 1981, ISBN 83-06-00560-0 (autor przedmowy)
- Michael Novak, Przebudzenie etnicznej Ameryki, Państwowy Instytut Wydawniczy 1985, ISBN 83-06-01114-7 (autor wstępu)
- Alvin Toffler, Trzecia fala, Państwowy Instytut Wydawniczy 1986, 1997, 2001 ISBN 83-06-02594-6; Wydawnictwo Kurpisz 2007 ISBN 83-89-73889-9 (autor przedmowy)
- Ustawa konstytucyjna z dnia 17 października 1992 roku o wzajemnych stosunkach między władzą ustawodawczą i wykonawczą Rzeczypospolitej Polskiej oraz o samorządzie terytorialnym; Konstytucja Rzeczypospolitej Polskiej z dnia 22 lipca 1952 roku (przepisy utrzymane w mocy), Wydawnictwo Prawnicze 1993 ISBN 83-21-9063-5-4 (autor przedmowy)
- Lech Falandysz, Myśli, Łośgraf – Oficyna Wydawnicza 2003, ISBN 83-87-57277-2 (współautor przedmowy)